# Long Pond
Long Pond is een gemeentevrij gebied in Monroe County in de Amerikaanse staat Pennsylvania. Long Pond ligt in de Pocono Mountains, een onderdeel van de Appalachen.
Tegenwoordig is Long Pond vooral bekend van de Pocono 400 in juni en de Pennsylvania 400 in augustus, die beiden op de Pocono Raceway worden gehouden. De races maken deel uit van de NASCAR Sprint Cup van 2013.

## Plaatsen in de nabije omgeving
De onderstaande figuur toont nabijgelegen plaatsen in een straal van 30 km rond Bismarck.